# هيرب دوغلاس
هيرب دوغلاس (بالإنجليزية: Herb Douglas)‏ هو منافس ألعاب قوى أمريكي، ولد في 9 مارس 1922 في بيتسبرغ في الولايات المتحدة.

## وصلات خارجية
- هيرب دوغلاس على موقع الاتحاد الدولي لألعاب القوى (الإنجليزية)
- هيرب دوغلاس على موقع اللجنة الأولمبية الدولية (الإنجليزية)
- هيرب دوغلاس على موقع أوليمبيديا (الإنجليزية)